# توماس سيمبسون (لاعب كريكت)
توماس سيمبسون (13 أغسطس 1879 في المملكة المتحدة - 19 ديسمبر 1961 في المملكة المتحدة) (بالإنجليزية: Thomas Simpson)‏ هو لاعب كريكت بريطاني (وحمل سابقاً جنسية المملكة المتحدة لبريطانيا العظمى وأيرلندا). لعب مع نادي مقاطعة نوتنغهامشير للكريكت ‏.

## وصلات خارجية
- توماس سيمبسون على موقع إي آس بي آن كريك إنفو (الإنجليزية)